# 東久留米消防署

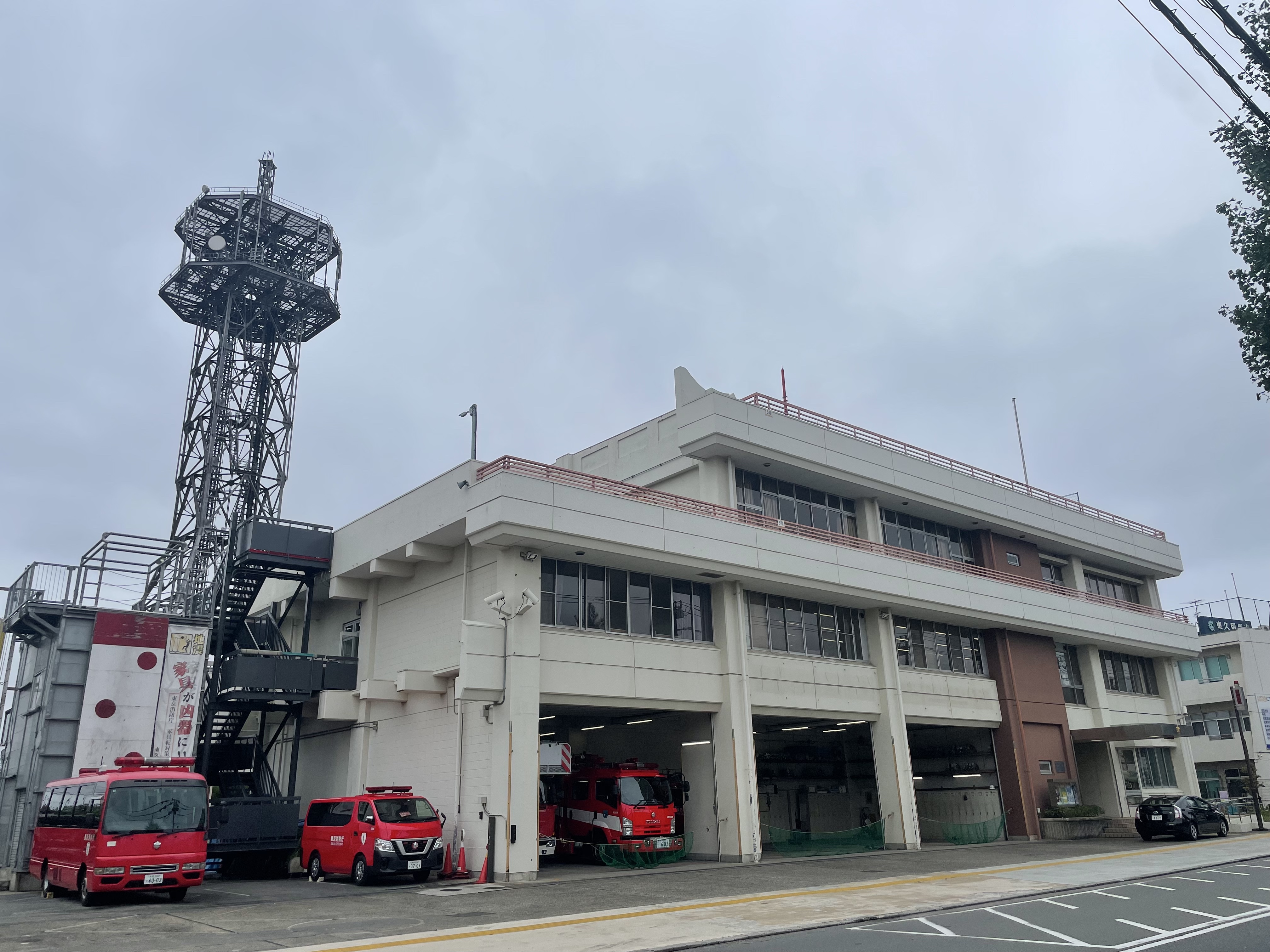
東久留米消防署。2024年撮影。

東久留米消防署（ひがしくるめしょうぼうしょ）は、東京都東久留米市にある、東京消防庁の第八消防方面本部に所属する消防署。管轄区域は東久留米市全域。

## 概要
2009年度までは東久留米市消防本部であったが、2010年度より東久留米市の消防事務が東京都に委託されたことにより改称。
東久留米消防署には特別救助隊（東久留米救助）が設置されている。

## 配備車両
- 住所：東久留米市幸町3-4-34
- 管内面積：12.92km2
- 職員定数：118人
- 消防署1カ所、出張所1カ所

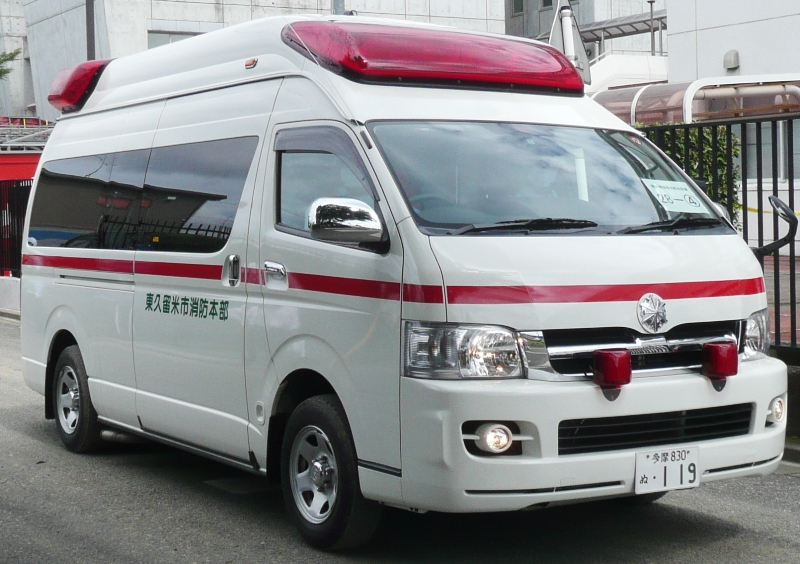
救急車(市消防当時)

- 主力機械（東久留米市消防本部時代の2005年4月現在）
  - 普通消防ポンプ自動車：3
  - 水槽付消防ポンプ自動車：1
  - はしご付消防自動車：1
  - 化学消防自動車：1
  - 救助車（救助工作車）：1
  - 高規格救急自動車：3
  - 資機材搬送車：1
  - 消防・救急オートバイ：4（東久留米市消防本部時代。東京消防庁委託後は不明） 委託の時廃車　一台のみ展示用として民間に払い下げた。
  - 司令車：1
  - 広報車：1
  - 査察車：1
  - 指揮車：1
  - 合計：19

## 沿革
- 1960年8月1日　久留米町消防団に常備部を設置する。
- 1964年12月　救急自動車を常備部に配置し、救急業務を開始する。
- 1970年4月1日　久留米町消防本部及び久留米消防署を開設する。
- 1970年10月1日　市制を施行し東久留米市となる。東久留米市消防本部、東久留米消防署に改称する。
- 1971年3月30日　新川出張所を開設する。
- 1972年2月1日　前沢出張所を開設する。
- 1976年12月　新川出張所で救急業務を開始する。
- 1977年11月　消防本部新庁舎が竣工し移転する。
- 1994年2月　初の高規格救急車を消防署本署に配置する。
- 1997年11月　高規格救急車を新川出張所に配置する。
- 2008年3月31日 東京都消防広域化推進計画により稲城市及び東久留米市の常備消防業務を、東京消防庁が2012年(平成24年)度末までに受託を促進する計画が立案された。
- 2009年3月 東久留米市消防事務委託準備協議会の設置
- 2009年6月30日 東京都・東久留米市広域消防運営計画を策定し、2010年4月1日より常備消防業務を東京消防庁に委託する方針とした。
- 2010年3月31日 前沢出張所が廃止。 また、翌日の消防事務委託に伴い東久留米市消防本部が廃止。
- 2010年4月1日 東京消防庁への消防事務委託に伴い「東京消防庁東久留米消防署」となる

## 組織
- 本部－総務課、警防課、予防課
- 消防署－総務課、警防課、予防課

## 消防署
| 消防署         | 住所       | 出張所             |
| -------------- | ---------- | ------------------ |
| 東久留米消防署 | 幸町3-4-34 | 新川：新川町2-3-11 |

## その他
- 東久留米市では、2004年5月20日、市消防委員会に対し、市常備消防に関する事務を都に委託することの是非およびそれに伴う諸課題についてを諮問し、2005年5月30日に市消防委員会から、市の常備消防力充実・強化には市財政上厳しい状況にあることから、市の常備消防は都に事務委託すべきが適当である旨の答申書が提出された。
- この答申に基づき、2006年4月より、市企画経営室に消防事務委託担当を配置し、東京都総務局及び東京消防庁との事務調整を行っている。2007年4月現在、東京都から受託に関する基本方針の提示を待っている状況にある。
- 基本方針の提示を受けた後、東久留米市消防事務委託準備委員会にて消防事務委託化を推進させる予定となっている。
- 東京都は2008年3月31日に東京都消防広域化推進計画を策定し、稲城市及び東久留米市の常備消防業務（この時点で東京都内他の市町村は東京消防庁管轄となっていた）を、東京消防庁が2012年(平成24年)度末までに受託し、消防業務を広域化する方針を決定。
- 東京都及び東久留米市は2009年6月30日に東京都・東久留米市広域消防運営計画を策定し、2010年4月1日より常備消防業務を東京都に委託する方針とした。